# ضفادع زرية
ضفادع زرية (الاسم العلمي: Cycloramphinae)، فصيلة ضفادع تستوطن جنوب شرق البرازيل. شهدت هذه الفصيلة تغييرات كبيرة في تكوينها. الأجناس التي تم إدراجها في مرحلة ما في الضفادع الزرية توجد حاليًا في ضفادع شائكة الصدر وشبيهات الحطب وضفادع جنوبية وضفادع داروينية.